# 鬼北町
鬼北町（きほくちょう）は、愛媛県の南予地方の町。北宇和郡に属する。四万十川の上流、広見川流域の中山間地帯に位置する。

## 地理
鬼北盆地（旧:三間町域を除く）とその周辺の山間部とからなる。市街は旧広見町地域の近永地区。JR四国予土線・近永駅をはじめ、商店街、鬼北町役場、鬼北消防署、宇和島警察署鬼北交番(旧鬼北警察署)のほか、愛媛県道57号広見三間宇和島線、国道320号沿いにロードサイド店がある。東は高知県境に接している。
町の総面積の85%近くを森林が占め、町内には鬼が城山系や成川渓谷などがある。
山
- 高月山（松野町境、1228m）
- 郭公岳（ 同、高月山の東、1010m）
- 泉が森（宇和島市境、三間富士、754.7m）
- 戸祇御前山（松野町境 946m）
- 御在所山（西予市境、908m）
- 高研山（高知県境）
- 小倉富士（おぐわふじ、643.4m)

河川
- 広見川、三間川、奈良川、大宿川、告森川、二股瀬川、市の又川、谷山川、成泰川、下大野川、須賀川

地名の由来
「鬼北」は、本町の南に位置する鬼ヶ城山（山頂は宇和島市に所在）の北方にあるという意味である。鬼北地域という場合、広見町、日吉村、松野町、三間町を指すが、平成の合併協議の過程で松野町、三間町は加わらず、2町村のみの合併となった。昭和の大合併の際にも、「鬼北は一つ」というスローガンが語られたことがあるなど、地理的、心理的なまとまりのある地名である。
当初、松野町も加わった合併協議の過程では、「きほく町」とひらがな名にする予定であった。その後、広見町・日吉村の1町1村の合併となり、合併協議会の新町候補検討小委員会では、「鬼北」のほか、「広吉」（ひろよし）、「吉見」（よしみ）、「見吉」（みよし）、「美郷」（みさと）の5案を候補としたが、協議会では全会一致で「鬼北」が採択された。
いずれにしても、鬼北という呼び方は旧1町1村の地域はもちろんのこと、宇和島地域では定着している。しかし、合併によって新町が成立するまでは、愛媛県内全体でも必ずしも名の通った地名ではなかった（南予地区という括りで呼ばれていた）。
なお、鬼北町の前身のひとつである広見町において、昭和の大合併当時に新町名を決める際に「鬼北町」が候補となり、協議会の承認を得る予定であったが、協議会で議論百出し、差し戻され白紙に戻り、結局広見町に決まった経緯がある。

### 気候
| 近永（1991年 - 2020年）の気候      | 近永（1991年 - 2020年）の気候 | 近永（1991年 - 2020年）の気候 | 近永（1991年 - 2020年）の気候 | 近永（1991年 - 2020年）の気候 | 近永（1991年 - 2020年）の気候 | 近永（1991年 - 2020年）の気候 | 近永（1991年 - 2020年）の気候 | 近永（1991年 - 2020年）の気候 | 近永（1991年 - 2020年）の気候 | 近永（1991年 - 2020年）の気候 | 近永（1991年 - 2020年）の気候 | 近永（1991年 - 2020年）の気候 | 近永（1991年 - 2020年）の気候 |
| 月                                 | 1月                           | 2月                           | 3月                           | 4月                           | 5月                           | 6月                           | 7月                           | 8月                           | 9月                           | 10月                          | 11月                          | 12月                          | 年                            |
| ---------------------------------- | ----------------------------- | ----------------------------- | ----------------------------- | ----------------------------- | ----------------------------- | ----------------------------- | ----------------------------- | ----------------------------- | ----------------------------- | ----------------------------- | ----------------------------- | ----------------------------- | ----------------------------- |
| 最高気温記録 °C （°F）             | 19.8 (67.6)                   | 23.4 (74.1)                   | 26.7 (80.1)                   | 30.1 (86.2)                   | 32.8 (91)                     | 34.5 (94.1)                   | 37.3 (99.1)                   | 37.6 (99.7)                   | 36.1 (97)                     | 32.5 (90.5)                   | 29.1 (84.4)                   | 23.5 (74.3)                   | 37.6 (99.7)                   |
| 平均最高気温 °C （°F）             | 9.7 (49.5)                    | 11.1 (52)                     | 14.9 (58.8)                   | 20.2 (68.4)                   | 24.5 (76.1)                   | 26.9 (80.4)                   | 30.9 (87.6)                   | 32.1 (89.8)                   | 28.9 (84)                     | 23.7 (74.7)                   | 17.8 (64)                     | 12.0 (53.6)                   | 21.1 (70)                     |
| 日平均気温 °C （°F）               | 4.8 (40.6)                    | 5.7 (42.3)                    | 9.0 (48.2)                    | 14.0 (57.2)                   | 18.5 (65.3)                   | 21.9 (71.4)                   | 25.8 (78.4)                   | 26.5 (79.7)                   | 23.2 (73.8)                   | 17.6 (63.7)                   | 11.9 (53.4)                   | 6.6 (43.9)                    | 15.5 (59.9)                   |
| 平均最低気温 °C （°F）             | 0.4 (32.7)                    | 0.8 (33.4)                    | 3.6 (38.5)                    | 8.2 (46.8)                    | 13.3 (55.9)                   | 18.0 (64.4)                   | 22.0 (71.6)                   | 22.6 (72.7)                   | 19.2 (66.6)                   | 13.0 (55.4)                   | 7.1 (44.8)                    | 2.2 (36)                      | 10.9 (51.6)                   |
| 最低気温記録 °C （°F）             | −9.4 (15.1)                   | −9.4 (15.1)                   | −5.4 (22.3)                   | −2.0 (28.4)                   | 2.1 (35.8)                    | 8.7 (47.7)                    | 14.2 (57.6)                   | 15.0 (59)                     | 7.5 (45.5)                    | 1.4 (34.5)                    | −1.7 (28.9)                   | −8.4 (16.9)                   | −9.4 (15.1)                   |
| 降水量 mm （inch）                 | 74.2 (2.921)                  | 91.8 (3.614)                  | 137.0 (5.394)                 | 148.3 (5.839)                 | 178.0 (7.008)                 | 319.6 (12.583)                | 314.5 (12.382)                | 259.6 (10.22)                 | 294.5 (11.594)                | 153.5 (6.043)                 | 96.6 (3.803)                  | 84.8 (3.339)                  | 2,152.2 (84.732)              |
| 平均降水日数 （≥1.0 mm）           | 10.0                          | 9.6                           | 11.7                          | 9.9                           | 10.0                          | 14.1                          | 12.1                          | 10.5                          | 11.9                          | 8.1                           | 8.3                           | 10.5                          | 126.6                         |
| 平均月間日照時間                   | 119.9                         | 131.7                         | 164.3                         | 184.3                         | 187.6                         | 130.1                         | 174.6                         | 196.1                         | 147.2                         | 157.1                         | 129.6                         | 112.5                         | 1,838                         |
| 出典1：Japan Meteorological Agency |                               |                               |                               |                               |                               |                               |                               |                               |                               |                               |                               |                               |                               |
| 出典2：気象庁                      |                               |                               |                               |                               |                               |                               |                               |                               |                               |                               |                               |                               |                               |

### 隣接している自治体
- 愛媛県
  - 宇和島市、西予市、北宇和郡松野町
- 高知県
  - 高岡郡檮原町、四万十町

## 歴史
- 1890年（明治23年）4月 - 市町村制実施に伴い、五つの村を統一することにより日吉村が成立。初代日吉村長に井谷辰三郎が就く。[3]

日吉村は昭和30年代の「昭和の合併」に際しては近隣に適当な町村がなく、合併は経験していない。
- 1955年（昭和30年）3月 - 近永町、好藤村、愛治村、三島村、泉村の五町村が合併して広見町が成立。初代広見町長に湯上寛が就く。[3]
- 2005年（平成17年）1月1日 - 広見町と日吉村が合併して発足。

## 行政

### 町長
- 初代 松浦甚一 （前：広見町長）（-2009年2月）

初代町長就任までの職務執行代理者として旧日吉村の山本雅之が就いた
- 第2代　甲岡秀文（2009年3月 - ）
- 第3代　兵頭誠亀　（2017年 - ）

### 庁舎
旧広見町庁舎をそのまま本庁舎として使用している。1958年にアントニン・レーモンドの設計で建築されたもので、国の登録有形文化財に登録されている。

### 平成の合併
当町は平成の合併で誕生した町であるが、さらに合併協議の中で当初は協議に加わっていたものの、後に離脱した松野町と合併協議を進めていたが、2010年（平成22年）3月末に合併協議会が廃止され、松野町との合併は白紙となった。
このことについての詳細は、松野町の記事を参照のこと。

## 産業

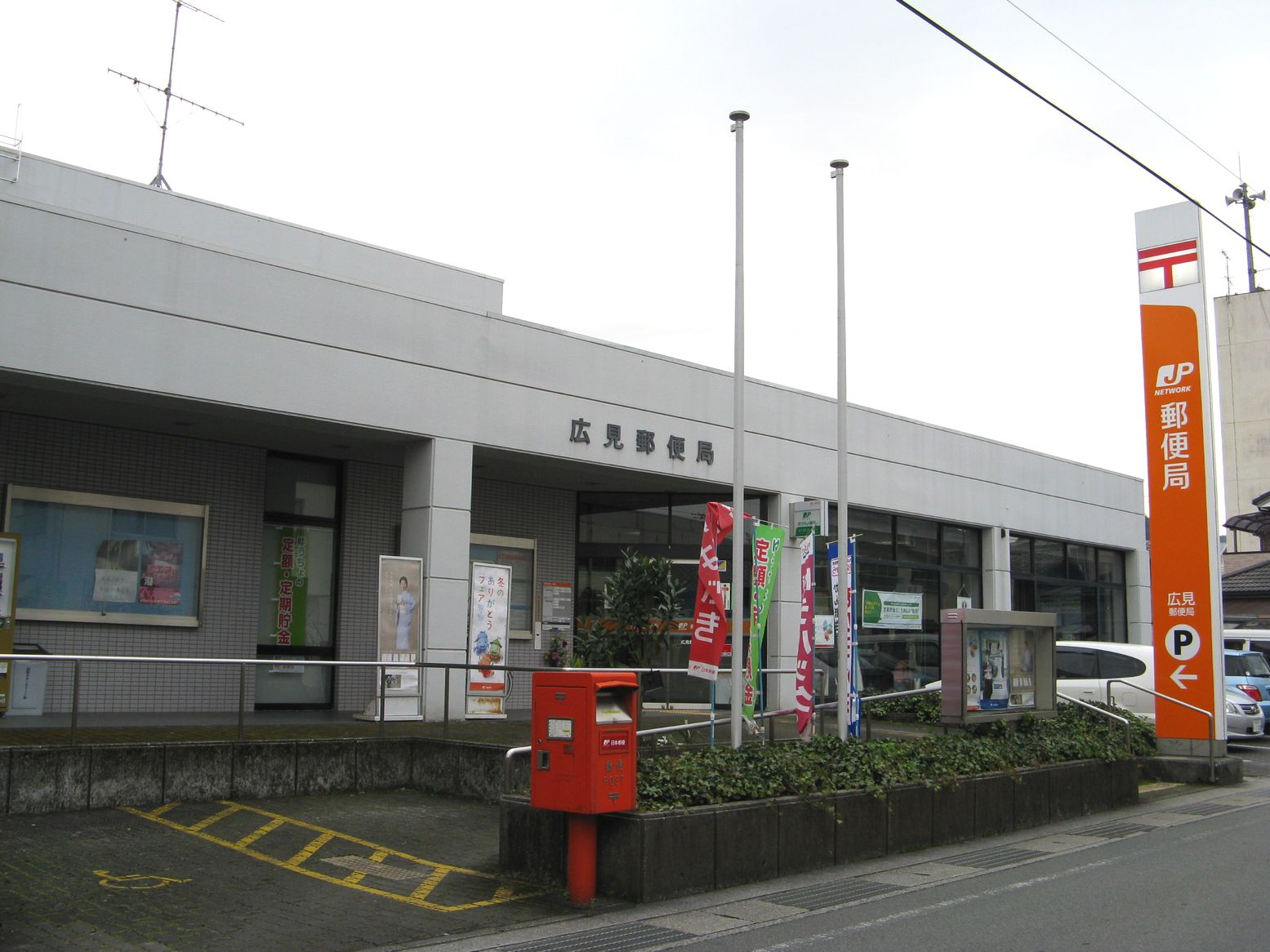
広見郵便局

- 主な産業

林業、農業が主幹産業。林業は衰退が進んでいる。一方の農業は稲作が大半を占める。漁業は主に広見川で行われており、アユ・ウナギ・モクズガニ・ウグイ・アマゴ・コイなどが漁獲される。
- 商業

国道320号の改良、県道広見三間宇和島線（近永バイパス）の完成（1993年）に伴って、沿線に郊外型店舗が数多く出店した（フジ広見店、スーパーセンターリッチ広見店、ドラッグササオカ（笹岡薬局）広見店、明屋書店広見店、しんばし（大見屋しんばし）広見店、焼肉レストラン東洋軒きほく庵、ジョイフル愛媛広見店、饂飩屋ひさや、など）。これによって住民が宇和島市へいちいち買い出しに行く必要は少なくなったが、その反面地元商店街の地盤沈下という問題も浮上している。
- 本社を置く企業

高田商店
愛媛建設

## 地域

### 区
町には区長制度があり、区長は住民自治と町行政との連絡役を担っている。町村合併前の旧村の地域区分に沿っており、2024年現在52区ある。「鬼北の里」以外は古くからの区。
- 近永地区 - 16区
牛野川、水分、北川、成川、今在家、奈良中、奈良下、中野川、芝、永野市、新町、本町、南町、栄町、旭町、鬼北の里
- 好藤地区 - 13区
成藤、国遠、年則、清延、柏田、沢松、平井、田丸、沖、小坂、東仲、西仲、吉波
- 愛治地区 - 5区
大宿、生田、清水、畔屋、西野々
- 三島地区 - 6区
広見、下大野、小松、久保、延川、川上
- 泉地区 - 7区
出目一、出目二、興野々、岩谷、上川、小西野々、小倉
- 日吉地区 - 5区
父野川、上大野、下鍵山、上鍵山、日向谷

### 人口
| |                                        |  |
| 鬼北町と全国の年齢別人口分布（2005年） | 鬼北町の年齢・男女別人口分布（2005年） |  |
| ■紫色 ― 鬼北町 ■緑色 ― 日本全国 | ■青色 ― 男性 ■赤色 ― 女性              |  |
| 鬼北町（に相当する地域）の人口の推移 \| 1970年（昭和45年） \| 16,788人 \| \| \| 1975年（昭和50年） \| 15,667人 \| \| \| 1980年（昭和55年） \| 15,602人 \| \| \| 1985年（昭和60年） \| 14,970人 \| \| \| 1990年（平成2年） \| 14,174人 \| \| \| 1995年（平成7年） \| 13,706人 \| \| \| 2000年（平成12年） \| 13,080人 \| \| \| 2005年（平成17年） \| 12,432人 \| \| \| 2010年（平成22年） \| 11,633人 \| \| \| 2015年（平成27年） \| 10,705人 \| \| \| 2020年（令和2年） \| 9,682人 \| \| |                                        |  |
| 総務省統計局 国勢調査より |                                        |  |
| 1970年（昭和45年） | 16,788人                               |  |
| 1975年（昭和50年） | 15,667人                               |  |
| 1980年（昭和55年） | 15,602人                               |  |
| 1985年（昭和60年） | 14,970人                               |  |
| 1990年（平成2年） | 14,174人                               |  |
| 1995年（平成7年） | 13,706人                               |  |
| 2000年（平成12年） | 13,080人                               |  |
| 2005年（平成17年） | 12,432人                               |  |
| 2010年（平成22年） | 11,633人                               |  |
| 2015年（平成27年） | 10,705人                               |  |
| 2020年（令和2年） | 9,682人                                |  |

### 教育

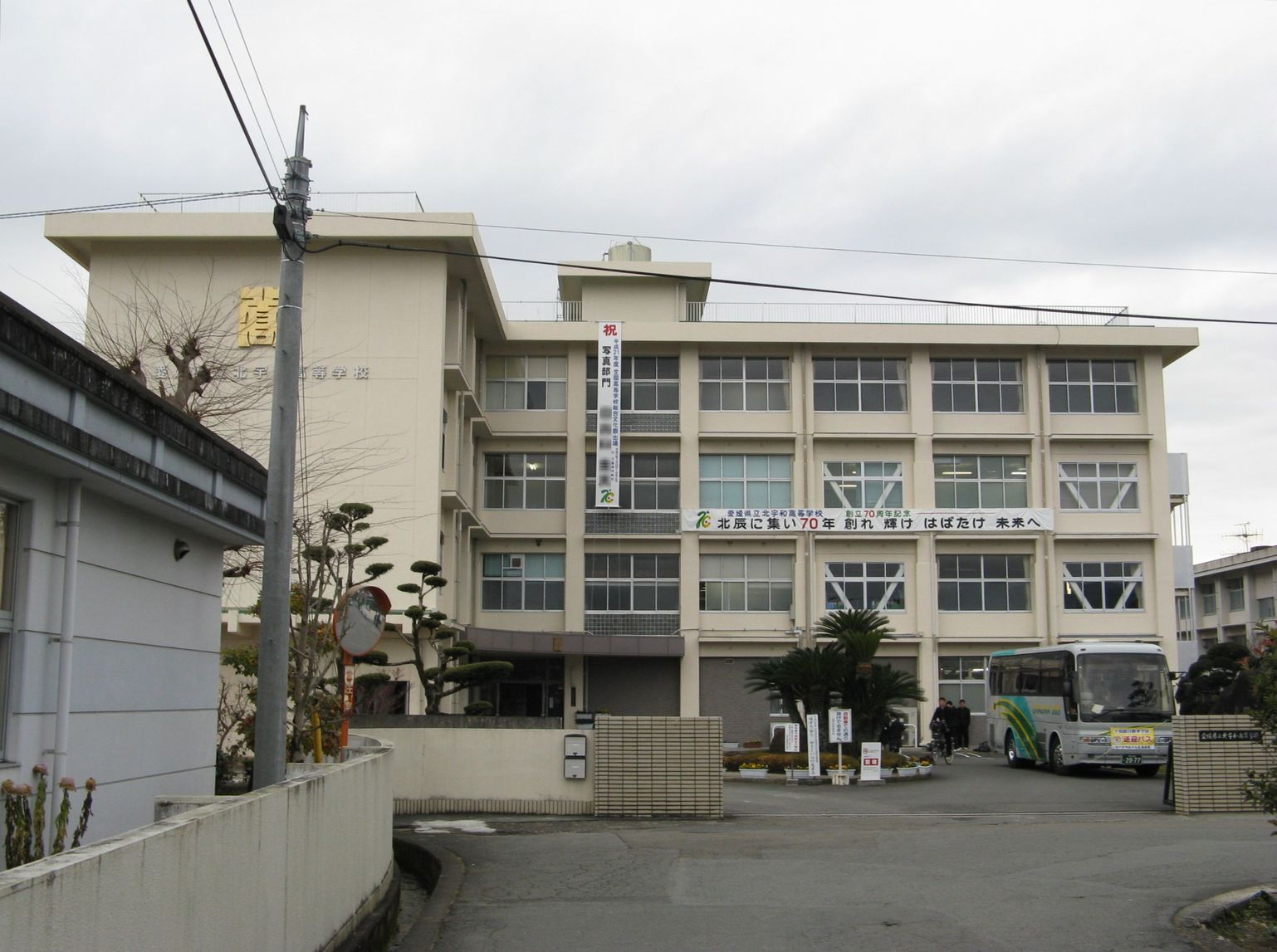
北宇和高等学校

#### 高等学校
- 愛媛県立北宇和高等学校
- 愛媛県立北宇和高等学校日吉分校

#### 中学校
- 鬼北町立広見中学校
- 鬼北町立日吉中学校

#### 小学校
- 鬼北町立愛治小学校
- 鬼北町立近永小学校
- 鬼北町立好藤小学校
- 鬼北町立三島小学校
- 鬼北町立泉小学校
- 鬼北町立日吉小学校

### 医療
- 鬼北町立北宇和病院（旧愛媛県立北宇和病院）
- 旭川荘南愛媛病院（旧国立療養所南愛媛病院）

## 交通

### 鉄道路線

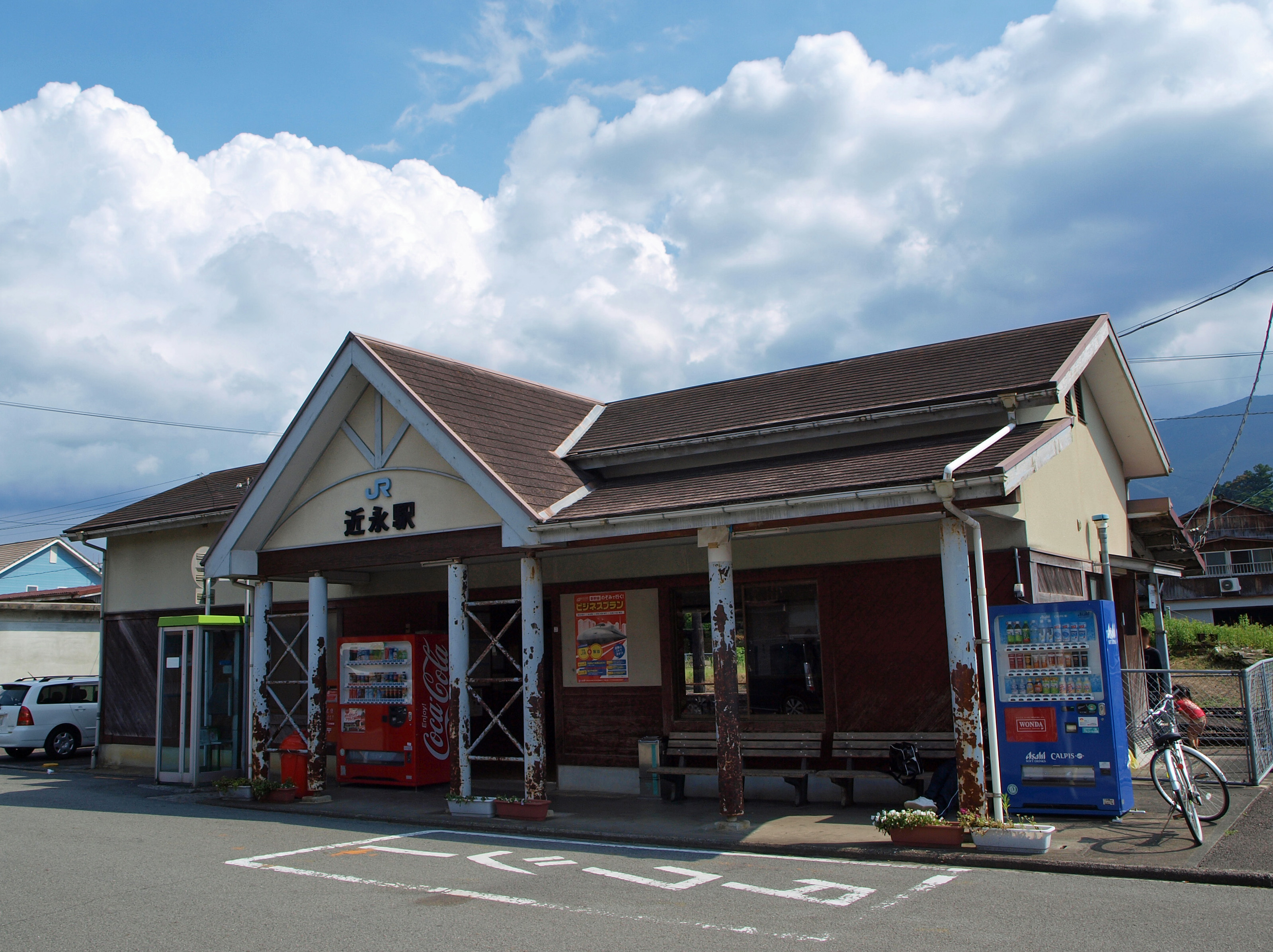
近永駅

- 四国旅客鉄道（JR四国）
  - 予土線：深田駅 - 近永駅 - 出目駅
  - 中心となる鉄道駅は近永駅である。

### 路線バス
- 宇和島自動車
- 鬼北町営バス

### 道路

#### 一般国道
国道197号
国道320号
国道381号
国道441号

#### 都道府県道
- 主要地方道

愛媛県道57号広見三間宇和島線
- 一般県道

愛媛県道280号下鍵山松野線
愛媛県道281号近永停車場線
愛媛県道282号小倉三間線
愛媛県道283号広見吉田線
愛媛県道285号節安下鍵山線
愛媛県道315号音地清延線
愛媛県道316号奈良近永線

#### 道の駅

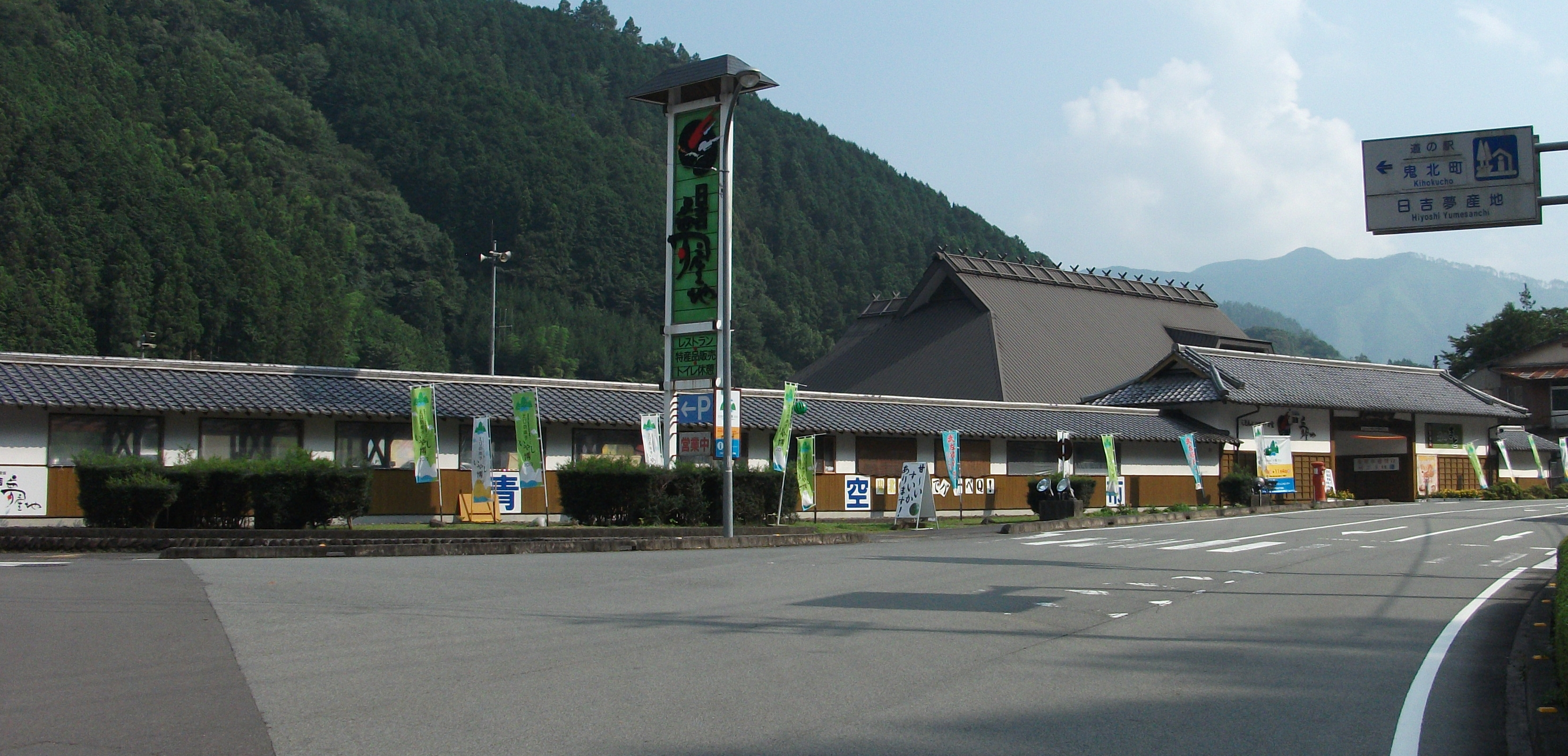
道の駅日吉夢産地

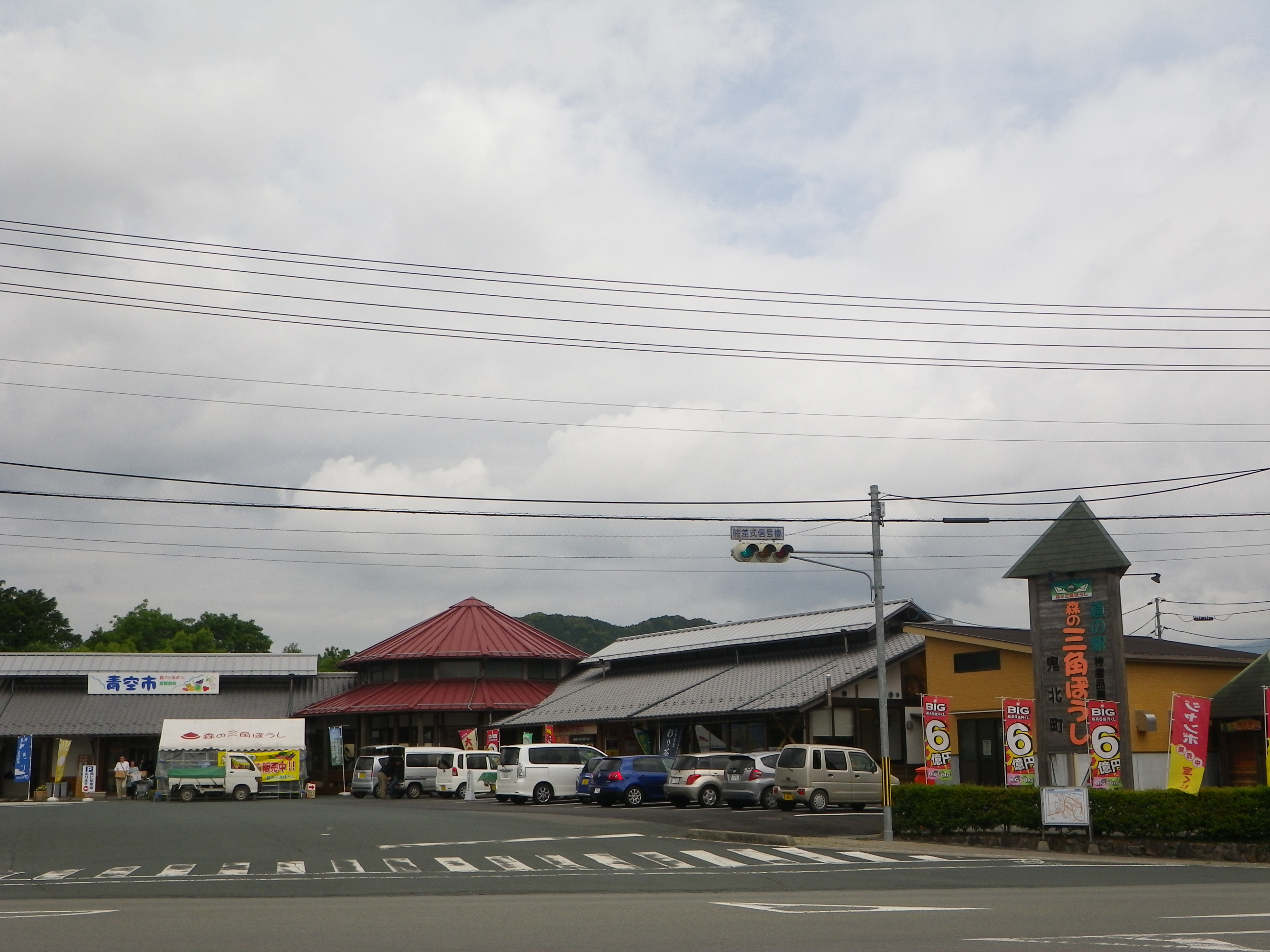
道の駅広見森の三角ぼうし

- 日吉夢産地（国道320号）

- 広見森の三角ぼうし（国道320号）

※道路整備の商業への影響は産業の項参照

## 名所・旧跡・観光スポット・祭事・催事
名所
- 国史跡　等妙寺旧境内
- 成川渓谷：約3kmに渡る渓谷美は四国八十八景46番に選定。

- 節安ふれあいの森
- 轟（とどろ）の甌穴群

まつり、イベント
- 武左衛門ふる里まつり
- 安森洞そうめん流し
- 奈良川の「いもたき」
- でちこんか
- 四万十・源流広見川上り駅伝大会
- 上大野川まつり
- 節安花とび踊り 2月、父野川地区

名産物

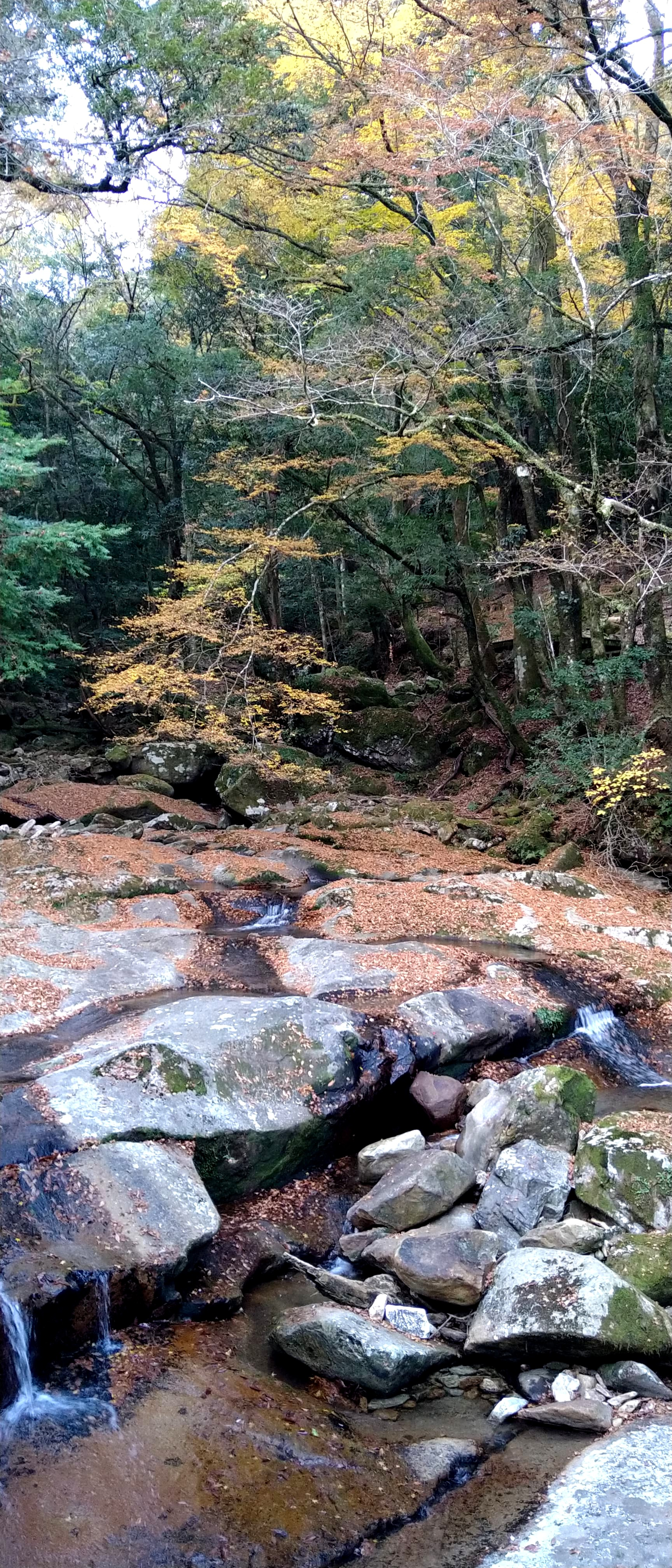
成川渓谷　最上流の車道橋より上流を見る

- キジ（鬼北熟成雉）、シイタケ、ユズなど。

## 出身有名人
- 伊藤建太郎 （HOW MERRY MARRYメンバー）
- 奥島孝康 （早稲田大学前総長）
- 河添将志 （HOW MERRY MARRYメンバー）
- 芝正 （元プロ野球選手）
- 高田康太郎 （漫画家）[7]
- 兵頭精 （日本初の女性パイロット）